# Ḩ
Das Ḩ (kleingeschrieben ḩ) ist ein Buchstabe des lateinischen Schriftsystems. Er besteht aus einem H mit Cedille, wobei die Cedille entweder als Komma unter dem Buchstaben realisiert (ähnlich wie etwa Ņ) oder an den linken Stamm des H angehängt sein kann.
Der Buchstabe wird in ISO 9 zur Transliteration des kyrillischen Alphabets verwendet, wo er für den kyrillischen Buchstaben Ҳ steht. Außerdem empfiehlt die UN, bei der Transliteration arabischer Ortsnamen das Ḩ zu verwenden, um den Buchstaben ح zu umschreiben, welches von einigen Ländern befolgt wird.

## Darstellung auf dem Computer
Unicode enthält das Ḩ an den Codepunkten U+1E28 (Großbuchstabe) und U+1E29 (Kleinbuchstabe).
Die HTML-Entitäten lauten &#7721; und &#x1E29; .